# Zaragoza, Bella Vista
Zaragoza är en ort i Mexiko.   Den ligger i kommunen Bella Vista och delstaten Chiapas, i den sydöstra delen av landet, 800 km sydost om huvudstaden Mexico City. Zaragoza ligger 2 118 meter över havet och antalet invånare är 216.
Terrängen runt Zaragoza är bergig österut, men västerut är den kuperad. Runt Zaragoza är det ganska tätbefolkat, med 78 invånare per kvadratkilometer. Närmaste större samhälle är Frontera Comalapa, 19,0 km öster om Zaragoza. Omgivningarna runt Zaragoza är en mosaik av jordbruksmark och naturlig växtlighet.